# Großsteingrab Seedorf (Borgdorf-Seedorf)
Das Großsteingrab Seedorf ist eine megalithische Grabanlage der jungsteinzeitlichen Trichterbecherkultur bei Seedorf, einem Ortsteil von Borgdorf-Seedorf im Kreis Rendsburg-Eckernförde in Schleswig-Holstein. Es trägt die Sprockhoff-Nummer 176.

## Lage
Das Grab befindet sich östlich von Borgdorf-Seedorf auf einem Feld. 140 m nordnordöstlich liegt ein Grabhügel 2,3 km nordwestlich befindet sich das Großsteingrab Eisendorf.

## Beschreibung
Die Anlage besitzt eine ovale, nordwest-südöstlich orientierte Hügelschüttung mit einer Länge von 20 m und einer Breite von 15 m. Eine steinerne Umfassung konnte nicht festgestellt werden. Am nordöstlichen Rand des Hügels liegt die nordost-südwestlich orientierte Grabkammer noch tief im Erdreich. Es handelt sich wahrscheinlich um einen erweiterten Dolmen. Ernst Sprockhoff schätzte die Länge der Kammer auf maximal 2,7 m und die Breite auf 1,3 m. Zu erkennen sind zwei Wandsteine an der nordwestlichen und ein Wandstein an der südöstlichen Langseite sowie zwei Decksteine, von denen der nordöstliche verschoben ist. Der südwestliche Deckstein hat eine Länge von 2 m, eine Breite von 1,6 m und eine Dicke von 1,1 m. Der südwestliche Abschlussstein ist nur zu erahnen.